# A23187
El A23187 es un transportador iónico móvil que forma complejos estables con cationes divalentes ( iones con una carga de +2). El A23187 también se conoce como calcimicina, ionóforo de calcio, antibiótico A23187 e ionóforo de calcio A23187. Se produce en la fermentación del Streptomyces chartreusensis .

## Acciones y usos
El A23187 tiene propiedades antibióticas contra bacterias grampositivas y hongos. También actúa como un ionóforo catiónico divalente, permitiendo que estos iones atraviesen las membranas celulares, que suelen ser impermeables a ellos. El A23187 es más selectivo para Mn2+, algo menos selectivo para Ca2+ y Mg2+, mucho menos selectivo para Sr2+, e incluso menos selectivo para Ba2+. El ionóforo se utiliza en laboratorios para aumentar los niveles de Ca2+ intracelular en células intactas. También desacopla la fosforilación oxidativa, el proceso que utilizan las células para sintetizar trifosfato de adenosina que utilizan como fuente de energía. Además, el A23187 inhibe la actividad de la ATPasa mitocondrial. El A23187 también induce la apoptosis en algunas células (por ejemplo, la línea celular de linfoma de ratón, o S49, y las células Jurkat) y la previene en otras (por ejemplo, las células dependientes de la interleucina 3 a las que se ha retirado el factor).
Inex Pharmaceuticals Corporation (Canadá) informó de una aplicación innovadora del A23187. Inex utilizó el A23187 como herramienta molecular para fabricar liposomas artificiales cargados con fármacos anticancerígenos como Topotecan.
En el campo  de la FIV, el ionóforo de Ca se puede utilizar en caso de baja tasa de fertilización después del procedimiento ICSI, particularmente con globozoospermia (síndrome de esperma de cabeza redonda), el ionóforo de Ca reemplazará la ausencia de acrosoma de esperma y desempeña un papel en la activación de los ovocitos después del procedimiento ICSI. El uso recomendado es de 0,5 microgramos / ml dos veces durante 10 minutos interrumpidos con medio fresco con 30 minutos de incubación, seguido con el cultivo regular de óvulos inyectados para la FIV.

## Biosíntesis
Se cree que las enzimas biosintéticas centrales incluyen 3 proteínas para la biosíntesis del resto α-cetopirrol, 5 para policétido sintasas modulares de tipo I para el anillo de espirocetal, 4 para la biosíntesis del ácido 3-hidroxiantranílico, una enzima de adaptación de N-metiltransferasa, y una tioesterasa tipo II.

## Disponibilidad comercial
Comercialmente, el A23187 está disponible como ácido libre, sal de Ca2+ y análogo 4-bromado.